# Ophisaurus mimicus
Ophisaurus mimicus är en ödleart som beskrevs av  Palmer 1987. Ophisaurus mimicus ingår i släktet Ophisaurus och familjen kopparödlor. IUCN kategoriserar arten globalt som livskraftig. Inga underarter finns listade i Catalogue of Life.